# كارما سيتراواتي
ديوا أيو كارما سيتراواتي  (من مواليد 24 فبراير 1990 في دينباسار ) هي كاتبة قصة قصيرة إندونيسية وناشطة في الأدب البالي وويكي ميدي. وهي معروفة بمهامها الرائدة في رقمنة وترجمة المخطوطات البالينية القديمة التي كُتبت على سعف النخيل . في 15 أغسطس 2021 ، تم منحها لقب الوافد الجديد لكويبيميديان للسنة خلال مؤتمر ويكيمانيا الافتراضي لعام 2021.

## سيرة شخصية
ولدت في عائلتها كأكبر طفل في عائلتها. لديها أربعة أشقاء.

## حياة مهنية
حضرت مدرسة بانجار نيجارا لتعليمها الثانوي. تخرجت من قسم اللغة والآداب في بالي في جامعة يودايانا . أكملت درجة الماجستير في قسم اللغويات البحتة في جامعة أوديانا. بدأت حياتها المهنية كمعلمة لغة بالي في دينباسار من 2011 إلى 2018.
تابعت اهتمامها باللغة البالية في سن مبكرة كهواية وبدأت في البحث عن تاريخ اللغة التي كانت معرضة لخطر التخلي عنها في إندونيسيا بسبب ظهور اللغة الإندونيسية .
كما أنها تكتب القصص القصيرة والقصائد باللغة البالية. كتبت ونشرت أول مجموعة مختارات من قصصها القصيرة سمارة ريكا (2014) بالتعاون مع زوجها. كتبت لاحقًا مختارات قصة قصيرة أخرى بعنوان عزيزي جميل مادوي برا (والتي حصلت من أجلها على جائزة رانكاج الادبية في عام 2017 من مؤسسة مؤسسة رانكاجي الثقافية  يحتوي عزيزي جميل مادوي برا على 13 قصة قصيرة حول موضوع النقد الاجتماعي. تمت دعوتها كمتحدثة في مهرجان الكتاب والقراء في أوبود 2018.
بدأت في المشاركة في مشروع ويكيميديا في عام 2019 وطوّرت ويكيبوستاكا من أجل بناء مكتبة على الإنترنت تتكون من مصادر باللغة البالية للمجتمع البالي. تم الإعلان عنها باعتبارها الوافد الجديد على ويكيميديان لعام 2021 في مؤتمر ويكيمانيا 2021.

## روابط خارجية
- كارما سيتراواتي منشورات مفهرسة من قبل جوجل سكولار